# Aspilodemon parapsidalis
Aspilodemon parapsidalis är en stekelart som beskrevs av Fischer 1966. Aspilodemon parapsidalis ingår i släktet Aspilodemon och familjen bracksteklar. Inga underarter finns listade.